# Anaballetus chilensis
Anaballetus chilensis – gatunek chrząszcza z rodziny grzybinkowatych i podrodziny Leiodinae, jedyny z monotypowego rodzaju Anaballetus.

## Taksonomia
Gatunek i rodzaj opisane zostały po raz pierwszy w 2017 roku przez Alfreda Francisa Newtona, Zdenka Šveca i Martina Fikáčka na łamach „Acta Entomologica Musei Nationalis Pragae”. Jako lokalizację typową wskazano Sendero Piedra w Parku Narodowym Nahuelbuta w prowincji Malleco na terenie chilijskiego regionu Araukania. Nazwa rodzajowa pochodzi od greckiego αναβάλλεται (anaválletai) oznaczającego „odłożony na później” i odnosi się do faktu, że rodzaj ten wzmiankowany był w literaturze już od 1985 roku, ale długo oczekiwał na formalny opis.

## Morfologia
Chrząszcz o jajowatym w zarysie, mocno wysklepionym ciele długości od 3,3 do 3,6 mm i szerokości do 1,7 mm. Ubarwienie ma brązowoczarne z jaśniejszymi przednią krawędzią nadustka i brzegami przedplecza, rudobrązowymi odnóżami, rudymi członami czułków od pierwszego do siódmego i przyciemnionymi od ósmego do ostatniego. Cały wierzch ciała jest punktowany, a niemal cały spód mikrorzeźbiony.
Przeciętnie szeroka, bardzo grubo punktowana, poprzecznie pomarszczona głowa ma pozbawione stycznych moli żuwaczki o szerokich podstawach i niezmodyfikowanych wierzchołkach, płytko wykrojoną wargę górną, szeroko zakrzywiony szew epistomalny, niemal półkuliście wyłupiaste oczy oraz prosty brzeg przedni nadustka, obrzeżony wyraźnym żeberkiem sięgającym na boki ponad panewki czułkowe i wewnętrzną krawędź oczu. Człony czułków siódmy, dziewiąty i dziesiąty mają płytkie rynienki, a  dziewiąty i dzeisiąty ponadto dodatkowe inwaginacje. Na prawej żuwaczce znajduje się silny ząbek, na lewej zaś płytkie wykrojenie. Szczęki mają wąskie żuwki zewnętrzne ze słabo rozwiniętym pędzelkiem szczecinek, zaopatrzone w ząbek wierzchołkowy żuwki wewnętrzne z gęstym pędzelkiem długich szczecinek na krawędziach dośrodkowych oraz głaszczki zbudowane z czterech członów, z których ostatni jest dwukrotnie dłuższy i niewiele szerszy niż przedostatni. Warga dolna ma trapezowatą bródkę z obrzeżonym i o połowę krótszym od nasady wierzchołkiem oraz krótkie głaszczki zbudowane z trzech członów, z których ostatni jest mniej więcej tak długi jak przedostatni. Rozstaw szwów gularnych jest duży, a ich widoczność ograniczona.
Bardzo delikatnie punktowane przedplecze ma zaokrąglone i lekko obrzeżone kąty przednie, zaokrąglone i obrzeżone krawędzie boczne, rozwarte kąty tylne oraz prawie prostą z ukośnymi załamaniami przy kątach i nieobrzeżoną krawędź nasadową. Wyraźna, trójkątna tarczka ma gwałtownie zaokrąglony wierzchołek. Pokrywy mają po dziewięć grubiej punktowanych rzędów oraz drobniej i bezładnie punktowane międzyrzędy; wszystkie punkty z poprzecznymi ryskami. Żółte szczecinki rosą na widocznych z boku epipleurach. Skrzydła tylnej pary są w pełni wykształcone. Śródpiersie jest między biodrami niemal pionowe i zaopatrzone w niskie, krótkie, zaokrąglone, podłużne żeberko. Zapiersie wypuszcza ku przodowi szeroko zaokrąglony i obrzeżony wyrostek międzybiodrowy. Odnóża przedniej pary mają stykające się biodra osadzone w niemal zamkniętych od tyłu panewkach oraz wyraźny rowek do chowania stopy na grzbietowej stronie goleni. Na bokach goleni wszystkich par występują silne kolce. Biodra środkowej pary odnóży są szeroko rozstawione. U samca człony stóp przedniej i środkowej pary od pierwszego do czwartego są nieco rozszerzone. 
Na spodzie odwłoka widocznych jest pięć porośniętych szczecinkami sternitów. Samica ma wydłużone pokładełko z bardzo szerokimi gonokoksytami i małym gonostylikiem na szczycie. Zbiornik nasienny jest niezesklerotyzowany.

## Ekologia i występowanie
Owad neotropikalny, endemiczny dla Chile, rozmieszczony od regionu Coquimbo na północy po Los Lagos na południu. Występuje na rzędnych od 100 do ponad 1400 m.m.p.m. Zasiedla waldiwijskie lasy deszczowe, lasy zdominowane przez bukany, lasy suchsze oraz zadrzewienia. Przypuszczalnie rozwija się w grzybach podziemnych.